# José Gutiérrez de la Vega y Moncloa
José Gutiérrez de la Vega y Moncloa (Sevilla, 24 de agosto de 1824-Madrid, 12 de febrero de 1900)  fue un periodista, político, editor y polemista español, mayormente conocido por su primer apellido: Gutiérrez de la Vega.

## Estudios
Estudió filosofía en la Universidad de Sevilla entre 1836 y 1839. En 1840 solicitó el ingreso en el Colegio Nacional de Medicina y Cirugía pero, aunque realizó varios cursos, nunca llegó a obtener el título de médico, a pesar de los tres años que pasó haciendo prácticas en el Hospital Militar de Sevilla, por lo que se dedicó a la historia de la medicina.

## Carrera profesional

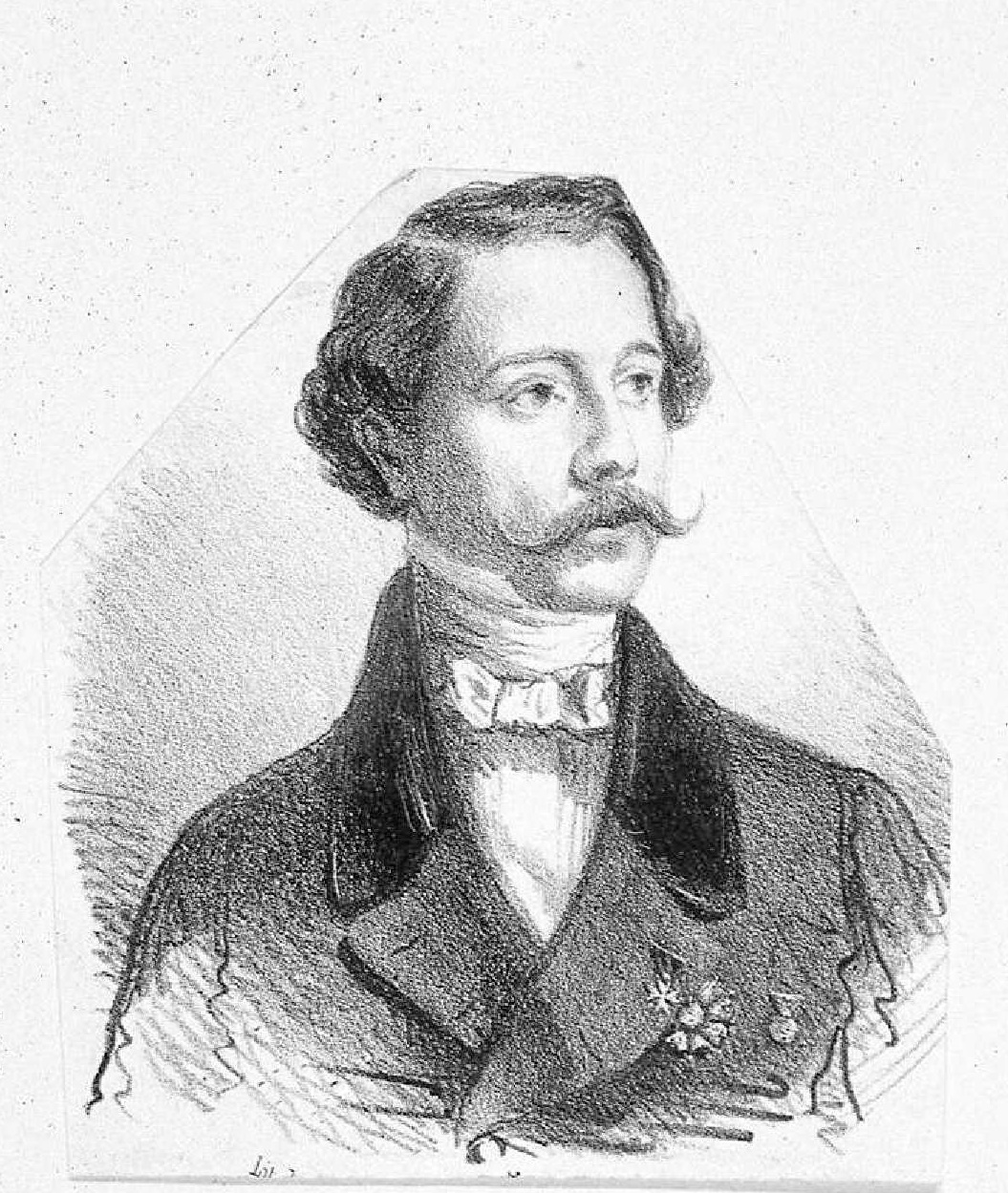
Joaquín Gutiérrez de la Vega, Retrato de José Gutiérrez de la Vega y Moncloa, 1851. Litografía. Biblioteca Nacional de España.

A su regreso de Madrid, a donde se desplazó para estudiar Medicina, comenzó sus carrera periodística como redactor de El Independiente y de la revista literaria La Giralda que él mismo creó. A lo largo de su vida colaboró con varias cabeceras como Trono, Nobleza, El País, el Semanario Pintoresco Español.
Según Mario Méndez Bejarano, Gutiérrez de la Vega escribió y publicó en 1846 una novela titulada Tres víctimas de un capricho, pero no se ha localizado ningún ejemplar de la misma. Su primer libro, del que sí hay constancia, es producto de la expedición española a Italia que tuvo lugar en 1849 y que tituló Viaje a Italia con la expedición española, y la publicó en 1850. De esta edición solo se conserva un ejemplar en la Biblioteca Británica de Londres. Al año siguiente se tradujo al italiano y se publicó bajo el título Viaggi per Italia con la spedizione Spagnola.
Otra de las pasiones de Gutiérrez de la Vega fueron las aventuras editoriales. Fundó y dirigió, a veces simultáneamente, varias publicaciones periódicas con frecuencias de aparición entre diaria y quincenal que en muchos casos disfrutaron de una vida efímera. Las más importantes son El Heraldo Médico, periódico universal de medicina, cirugía, farmacia y ciencias auxiliares que apareció entre noviembre de 1852 y 1855. La otra gran cabecera es La Ilustración Venatoria, periódico de caza, de sport y recreo campestres, de aclimatación y cría de animales domésticos y de cuanto tenga relación con la agricultura y con los deleites de la vida del campo. Este periódico, de aparición decenal, fue el más longevo de sus aventuras editoriales ya que circuló entre 1878 y 1885 y obtuvo un gran éxito hasta el punto de que obtuvo la medalla de bronce de la Exposición Universal de París de 1878. A la sombra de estas dos publicaciones periódicas nacieron sendas colecciones: la Biblioteca de El Heraldo Médico y la Biblioteca Venatoria Española.
Creó otras muchas como la Biblioteca de Escritores Granadinos en el breve espacio de tiempo en el que ostentó el cargo de gobernador civil de Granada. Cuando se traslada a Madrid como gobernador civil funda la Biblioteca de Dramáticos Griegos, de la que solo se publicó un primer volumen con las tragedias de Eurípides. La última colección que creó fue la Biblioteca Histórica Filipina, donde estuvo como director general de la Administración Civil hasta mayo de 1891.

## Carrera política
En 1857, bajo la protección del general Narváez, obtuvo acta de diputado por Guadix (Granada). En 1864 la obtuvo por Lucena (Córdoba); en 1884 por Jaén. Fue gobernador civil de Granada (1864) y de Madrid (1865), en la que tuvo que hacer frente a los hechos de la noche de San Daniel (10 de abril de 1865). Tras esos hecho se fue a Cuba, donde permaneció como gobernador político de La Habana entre 1867 y 1868. Su carrera política se vio truncada por el derrocamiento de Isabel II. Bajo la regencia de María Cristina volvió desempeñar cargos públicos. Fue nombrado consejero de Estado y posteriormente se trasladó a Filipinas, donde desempeño varios cargos entre 1890 y 1896 o 1897. Desde 1896 hasta su muerte en 1900 desempeñó, además, el cargo de senador por la provincia de Ciudad Real.

## Obras
Las obras de Gutiérrez de la Vega se pueden dividir en cuatro grandes bloques:
- Originales
- Prólogos y ediciones
- Colecciones patrocinadas y dirigidas
- Obras dedicadas